# Squatina californica
O cação-anjo-do-Pacífico (Squatina californica) é uma espécie de cação-anjo da família Squatinidae, encontrado no leste do Oceano Pacífico, do Alasca ao Golfo da Califórnia e do Equador ao Chile, embora os do Golfo da Califórnia e do sudeste do Pacífico possam, de fato, ser espécies separadas. O cação-anjo-do-Pacífico habita águas costeiras rasas em planícies arenosas, geralmente perto de recifes rochosos, florestas de algas ou outras características subaquáticas. A aparência dessa espécie se assemelha à de outros cações-anjo, com corpo achatado e nadadeiras peitorais e pélvicas bem maiores. As características desse tubarão incluem um par de barbilhos em forma de cone no focinho, nadadeiras peitorais angulares e uma coloração dorsal marrom ou cinza com muitas pequenas marcas escuras. Seu comprimento máximo é de 1,5 m.
Predador de emboscada, o cação-anjo-do-Pacífico se esconde no fundo do mar e aguarda a aproximação de presas, principalmente peixes ósseos e lulas. As presas são selecionadas visualmente e, com um rápido impulso da cabeça para cima, são capturadas por mandíbulas protuberantes. Os tubarões escolhem ativamente os locais ideais para emboscadas, onde permanecem por vários dias antes de mudar para um novo local. Essa espécie é mais ativa à noite do que durante o dia, quando permanece enterrada em sedimentos e raramente se move. A reprodução é ovovivípara, com os embriões eclodindo dentro do útero da mãe e sendo sustentados por uma vesícula vitelina até o nascimento. As fêmeas dão à luz uma média de seis filhotes a cada primavera.
Os cações-anjo-do-Pacífico não são perigosos para os seres humanos, a menos que sejam provocados, caso em que sua mordida pode causar ferimentos dolorosos. Eles são valorizados por sua carne e são capturados por pescadores comerciais e recreativos em toda a sua área de distribuição. A pesca com rede de emalhar direcionada para essa espécie começou em Santa Bárbara, Califórnia, em 1976 e terminou em 1994, depois que a pesca predatória e as novas regulamentações levaram ao seu quase colapso. Atualmente, essa espécie é pescada principalmente em águas mexicanas. A União Internacional para a Conservação da Natureza (IUCN) avaliou essa espécie como quase ameaçada, pois a população californiana está amplamente protegida e se recuperando, enquanto o impacto da pesca mexicana é desconhecido.

## Taxonomia e filogenia
O cação-anjo-do-Pacífico foi descrito cientificamente pela primeira vez em 1859 por William Orville Ayres, o primeiro curador de ictiologia da Academia de Ciências da Califórnia. Ele lhe deu o epíteto específico californica, já que o espécime originalmente descrito foi capturado ao largo de São Francisco. Localmente, essa espécie também pode ser chamada de cação-anjo ou cação-anjo-da-Califórnia.

O cação-anjo-chileno (Squatina armata [en]) do sudeste do Pacífico foi sinonimizado com essa espécie por Kato, Springer e Wagner em 1967, mas mais tarde foi novamente reconhecido provisoriamente como uma espécie separada por Leonard Compagno [en]. O status taxonômico dos tubarões-anjo no sudeste do Pacífico - se são S. californica, S. armata ou se há mais de uma espécie de Squatina na região - permanece sem solução. Os cações-anjo que habitam o Golfo da Califórnia também podem representar uma espécie diferente, pois amadurecem em um tamanho muito menor do que os do restante de sua área de distribuição.
|  | Squatina dumeril     |
|  |                      |
|  | Squatina californica |
|  |                      |

|  | Squatina occulta          |
|  |                           |
|  | Squantina guggenheim [en] |
|  |                           |

|  | Squatina dumeril     |
|  |                      |
|  | Squatina californica |
|  |                      |

|  | Squatina occulta          |
|  |                           |
|  | Squantina guggenheim [en] |
|  |                           |

|  | Squatina dumeril     |
|  |                      |
|  | Squatina californica |
|  |                      |

|  | Squatina occulta          |
|  |                           |
|  | Squantina guggenheim [en] |
|  |                           |

|  | Squatina dumeril     |
|  |                      |
|  | Squatina californica |
|  |                      |

|  | Squatina occulta          |
|  |                           |
|  | Squantina guggenheim [en] |
|  |                           |

|  | Squatina dumeril     |
|  |                      |
|  | Squatina californica |
|  |                      |

|  | Squatina occulta          |
|  |                           |
|  | Squantina guggenheim [en] |
|  |                           |

|  | Squatina dumeril     |
|  |                      |
|  | Squatina californica |
|  |                      |

|  | Squatina occulta          |
|  |                           |
|  | Squantina guggenheim [en] |
|  |                           |

|  | Squatina dumeril     |
|  |                      |
|  | Squatina californica |
|  |                      |

|  | Squatina occulta          |
|  |                           |
|  | Squantina guggenheim [en] |
|  |                           |

|  | Squatina dumeril     |
|  |                      |
|  | Squatina californica |
|  |                      |

|  | Squatina occulta          |
|  |                           |
|  | Squantina guggenheim [en] |
|  |                           |

Um estudo filogenético com base no DNA mitocondrial, publicado por Björn Stelbrink e colegas em 2010, relatou que o grupo irmão do cação-anjo-do-Pacífico é o  Squatina dumeril do Atlântico Norte ocidental. Estima-se que as duas espécies tenham divergido aproximadamente 6,1 milhões de anos atrás, próximo ao momento em que o istmo do Panamá começou a se formar. Os autores também descobriram que os cações-anjo-do-Pacífico do Golfo da Califórnia diferiam geneticamente dos cações de outros lugares, embora tenham sido ambíguos quanto ao fato de isso representar uma distinção em nível de espécie.

## Distribuição e habitat
Os cações-anjo-do-Pacífico são encontrados em águas frias a quentes e temperadas, desde o canto sudeste do Alasca até o Golfo da Califórnia, incluindo toda a Península da Baixa Califórnia, e são mais comuns no centro e no sul da Califórnia. Também pode ocorrer do Equador até o extremo sul do Chile. Esse tubarão que vive no fundo do mar prefere habitats com fundos macios e planos próximos à costa, como estuários e baías, e é frequentemente encontrado próximo a recifes rochosos, cânions submarinos e florestas de algas. Ocasionalmente, eles foram vistos nadando a 15-91 m acima do fundo do mar. Na Califórnia, o cação-anjo-do-Pacífico é mais comum em uma profundidade de 3-45 m, mas já foi registrado em profundidades de até 205 m.
Várias subpopulações geneticamente discretas foram identificadas na faixa norte do cação-anjo-do-Pacífico. Existem várias subpopulações ao longo da costa, de Point Conception em direção ao norte até o Alasca. No sul da Califórnia Bight, há pelo menos três subpopulações separadas no continente e no norte e sul das Ilhas do Canal da Califórnia. A subpopulação ao longo da costa do Pacífico da Baixa Califórnia é distinta daquela do Golfo da Califórnia. Essas subpopulações divergiram umas das outras ao longo do tempo porque os cações-anjo-do-Pacífico não realizam longos movimentos migratórios fora de suas áreas preferenciais de origem e as águas profundas servem como barreiras geográficas eficazes para a mistura de populações. A heterozigosidade, uma medida de diversidade genética, é maior no cação-anjo-do-Pacífico do que em outras espécies de tubarões examinadas.

## Descrição

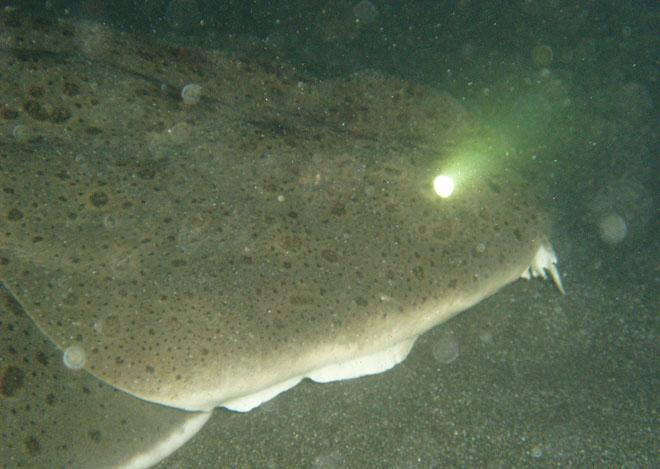
O cação-anjo-do-Pacífico tem olhos posicionados na parte dorsal, uma boca terminal e barbilhos nasais

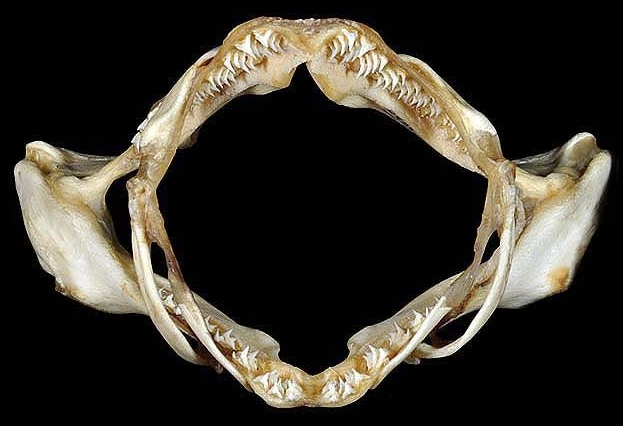
Mandíbula de Squatina californica

Com seu corpo achatado e nadadeiras peitorais semelhantes a asas, o cação-anjo-do-Pacífico se assemelha superficialmente a uma arraia. Diferentemente das arraias, seus cinco pares de fendas branquiais estão localizados nas laterais da cabeça, e não embaixo, e os lobos anteriores expandidos das nadadeiras peitorais são separados, e não fundidos à cabeça. Os olhos estão localizados no topo da cabeça, com os espiráculos atrás. Há dobras de pele sem lóbulos triangulares nas laterais da cabeça. A boca é muito larga e colocada na extremidade (na frente do focinho); um par de barbilhos em forma de cone com pontas em forma de colher está localizado acima. Há 9 fileiras de dentes em cada lado da mandíbula superior e 10 fileiras de dentes em cada lado da mandíbula inferior, com espaços sem dentes no meio de ambas as mandíbulas. Cada dente tem uma base larga e uma única cúspide estreita e de borda lisa. Os cações-anjo-do-Pacífico são encontrados em Clover Point, na Ilha de Vancouver, até o sul da Baixa Califórnia e no Golfo da Califórnia e Peru. No entanto, há registros não verificáveis do sudeste do Alasca e do Chile. Comum na Baía de Tomales, no norte da Califórnia, em direção ao sul. Os cações-anjo-do-Pacífico atingem 175 cm de comprimento e, ao nascer, cerca de 25 cm. Profundidade: da zona de surfe até 205 m.
As nadadeiras peitorais e pélvicas são largas e angulares com pontas pontiagudas. As duas nadadeiras dorsais estão localizadas bem atrás no corpo e não há nadadeira anal. O lobo inferior da nadadeira caudal é maior do que o superior. Uma fileira de pequenos espinhos percorre o meio do dorso e da cauda; espinhos também estão presentes no focinho e sobre os olhos. À medida que o tubarão envelhece, os espinhos diminuem de tamanho e podem desaparecer. A coloração dorsal é cinza, marrom ou marrom-avermelhada com marcas escuras espalhadas: grandes manchas cercadas por um anel de pequenas manchas nos adultos e pares de ocelos nos filhotes. A parte inferior é branca, estendendo-se até as margens das nadadeiras peitorais e pélvicas. Essa espécie mede até 1,5 m de comprimento e pesa até 27 kg.

## Biologia e ecologia
Durante o dia, os cações-anjo-do-Pacífico quase nunca são vistos ao ar livre e, em vez disso, descansam imóveis no fundo do mar, enterrados sob uma fina camada de sedimentos que disfarça seus contornos. À noite, alguns indivíduos permanecem imóveis, à espera de presas, enquanto outros podem ser encontrados no fundo, enterrados ou nadando ativamente. Sabe-se que grandes tubarões, inclusive o tubarão-branco (Carcharodon carcharias) e o cação-bruxa (Notorynchus cepedianus), e o elefante-marinho-do-norte (Mirounga angustirostris) consomem os cações-anjo-do-Pacífico. Os parasitas conhecidos dessa espécie incluem o copépode Trebius latifurcatus, que infesta a pele, o mixosporídeo Chloromyxum levigatum, que infesta a vesícula biliar, e a tênia Paraberrapex manifestus, que infesta o intestino da válvula espiral [en]. A sanguessuga Branchellion lobata pode estar presa ao redor da cloaca desse tubarão, dentro do intestino e até mesmo dentro do útero e em embriões em desenvolvimento.

### Alimentação

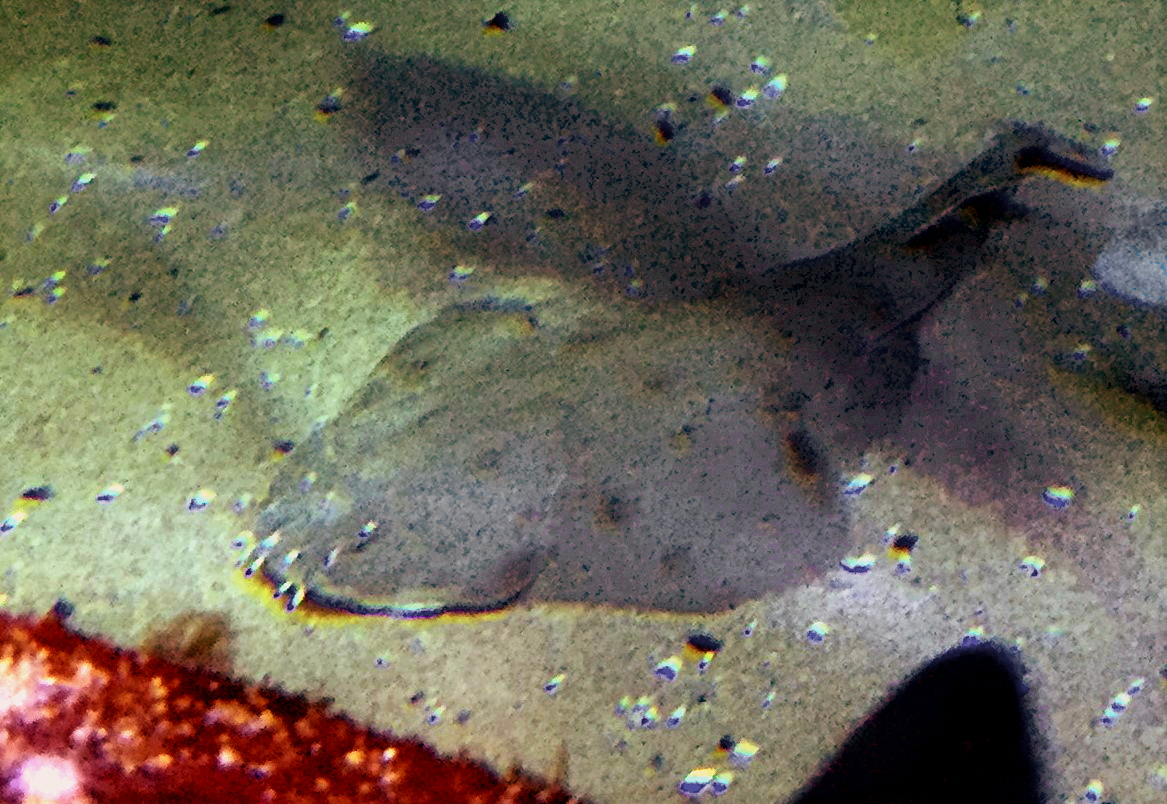
A coloração dorsal críptica do cação-anjo-do-Pacífico permite que ele embosque a presa

Predador de emboscada, o cação-anjo-do-Pacífico se alimenta principalmente de peixes ósseos, incluindo  Paralabrax clathratus, cienídeos, pleuronectiformes, donzelas, cavalinhas e sardinhas. Durante o inverno e o início da primavera, as lulas em desova são abundantes e se tornam a principal fonte de alimento. No sul do Golfo da Califórnia, as espécies de presas mais importantes são, em ordem decrescente, a cavalinha Decapterus macrosoma, o peixe-sapo Porichthys analis, o peixe-lagarto [en] Synodus evermanni [en], o peixe-soldado Myripristis leiognathus [en] e o camarão Sicyonia penicillata. Na Ilha de Santa Catalina, essa espécie se alimenta principalmente do Chromis punctipinnis [en] e do Seriphus politus [en]. Adultos e filhotes têm dietas semelhantes.
Os tubarões escolhem individualmente os locais que lhes proporcionam o melhor sucesso na emboscada. Eles preferem junções de substratos arenosos e rochosos perto de recifes (usados por muitos peixes como abrigo), geralmente se orientando em direção a estruturas verticais próximas ou paralelas a elas. Eles tendem a ficar voltados para cima, o que pode facilitar o soterramento por meio da queda de sedimentos, trazer mais peixes nadando rio abaixo do recife ou facilitar a mira ao silhuetar a presa contra a luz do sol.
Uma vez estabelecido em um local bem-sucedido, o cação-anjo pode permanecer ali por dez dias, enterrando-se novamente no mesmo local ou próximo a ele após cada ataque. Como as presas locais acabam aprendendo a evitar o predador estacionário, o tubarão se desloca periodicamente à noite para um novo local a vários quilômetros de distância. Um estudo realizado na Ilha de Santa Catalina constatou que, durante 13 a 25 horas, nove tubarões juntos usaram apenas 1,5 km². Um estudo posterior, de longo prazo, constatou que as mudanças esporádicas de posição dos tubarões cobriram até 75 km em três meses, quase circundando a ilha. Um único indivíduo nadou até 7,3 km em uma noite.
O cação-anjo-do-Pacífico é principalmente um caçador visual; experimentos na natureza demonstram que eles atacam alvos em forma de peixe sem qualquer sinal elétrico, químico, vibracional ou comportamental. À noite, eles são guiados pela bioluminescência de dinoflagelados planctônicos e ostracodes perturbados por presas em movimento. O sistema visual dessa espécie está sintonizado com os comprimentos de onda da luz emitida por esses organismos planctônicos, mostrando a importância da caça noturna. Os cações-anjo-do-Pacífico são mais propensos a atacar presas que se aproximam pela frente. Geralmente, esperam até que a presa se aproxime a 15 cm, pois seu ataque é menos preciso além dessa distância. O ataque é um comportamento estereotipado no qual o tubarão pressiona os lóbulos dianteiros de suas nadadeiras peitorais contra o fundo e empurra a cabeça para cima em um ângulo de até 90°. Sua boca forma um tubo quando aberta, criando uma força de sucção, enquanto suas mandíbulas se projetam para a frente para prender a presa entre os dentes afiados. Durante o ataque, os olhos rolam para trás na cabeça para proteção. O golpe geralmente é concluído em menos de um décimo de segundo.

### Ciclo de vida
O cação-anjo-do-Pacífico é vivíparo aplacentário com os filhotes não nascidos nutridos por uma vesícula vitelina; a reprodução ocorre em um ciclo anual. A maioria das fêmeas tem um único ovário funcional (no lado esquerdo), embora algumas tenham dois; os ovidutos geralmente estão cheios de vitelo, o que se especula ser resultado da reabsorção de ovos não fertilizados. Com 35 mm de comprimento, os embriões jovens têm pele translúcida, olhos salientes e filamentos de brânquias expostos. As manchas de pigmento se desenvolvem quando o embrião tem 70 mm de comprimento e a primeira fileira de dentes aparece quando o embrião tem 110 mm de comprimento. Quando o embrião atinge 150 mm de comprimento, a boca migrou para uma posição terminal e o padrão de cor está totalmente desenvolvido; a vesícula vitelina externa começa a encolher à medida que o vitelo é transferido para uma vesícula vitelina interna, onde é mantido até que possa ser transferido para o intestino para digestão. A vesícula vitelina interna é totalmente reabsorvida antes do nascimento; se o filhote for liberado prematuramente, ele não se alimenta até que esse processo seja concluído.
Ao largo de Santa Barbara, o parto ocorre de março a junho, após um período de gestação de dez meses, e as fêmeas se acasalam novamente logo em seguida. O tamanho médio da ninhada é de seis filhotes, com uma variação de 1 a 11 (raramente 13); não há correlação entre o tamanho da fêmea e o número de filhotes. Os filhotes nascem em águas de 55 a 90 m de profundidade, provavelmente para protegê-los de predadores. Os embriões de cação-anjo-do-Pacífico crescem 45 mm por mês quando jovens, diminuindo para 10 mm por mês logo antes do nascimento, e nascem com um comprimento de 25 a 26 cm. Os filhotes recém-nascidos em cativeiro crescem a uma taxa de cerca de 14 cm por ano, enquanto os adultos na natureza crescem cerca de 2 cm por ano. Ambos os sexos atingem a maturidade sexual com 90-100 cm de comprimento, o que corresponde a uma idade de 8-13 anos. Os tubarões do Golfo da Califórnia, que podem ser de outra espécie, atingem a maturidade sexual com 78 cm de comprimento para os machos e 85 cm para as fêmeas. Cerca de 20% dos recém-nascidos sobrevivem até a maturidade. A expectativa de vida máxima foi estimada em 25 a 35 anos. Ao contrário de outros tubarões, os anéis de crescimento nas vértebras dessa espécie são depositados proporcionalmente ao tamanho do tubarão, e não anualmente, o que dificulta a determinação da idade.

## Interações com os seres humanos
Embora normalmente sejam calmos e acessíveis embaixo d'água, os cações-anjo-do-Pacífico mordem rapidamente quando tocados, capturados ou provocados de outra forma, podendo causar lacerações graves. A pesca comercial dessa espécie existe na Baixa Califórnia e, em menor escala, na Califórnia; a carne é considerada excelente e é vendida fresca ou congelada. Essa espécie é capturada em números limitados por pescadores recreativos usando anzol e linha, lanças ou até mesmo à mão, principalmente no sul da Califórnia. Também é capturada como fauna acompanhante em redes de arrasto de camarão que operam no Golfo da Califórnia e processada como farinha de peixe. A capacidade dessa espécie de resistir a um esforço de pesca concentrado é limitada, devido às suas baixas taxas de reprodução e movimento.
Em 1976, a pesca comercial com rede de emalhar para o  Paralichthys californicus, operando ao largo de Santa Barbara, expandiu-se para incluir também o cação-anjo-do-Pacífico. Os tubarões se tornaram valiosos devido à sua promoção como substituto do Alopias vulpinus, disponível sazonalmente, e ao desenvolvimento de novas técnicas de processamento. Cerca de 50% do tubarão era usado, enquanto a pele, a cartilagem e as vísceras eram descartadas. Na década de 1980, o aumento da demanda levou à introdução de redes de emalhar com malha de tamanho médio, projetadas especificamente para essa espécie. Os desembarques da pesca aumentaram de um peso preparado (pós-processamento) de 148 kg em 1977 para 117.000 kg em 1983 e para 277.000 kg em 1984. A pesca atingiu seu pico em 1985 e 1986, quando 550.000 kg foram pescados anualmente, tornando essa espécie o tubarão mais pescado na Califórnia. Esse nível de exploração era insustentável e, apesar de um limite mínimo de tamanho imposto em 1986, as capturas caíram para 112.000 kg em 1990.
Em 1991, o uso de redes de emalhar em águas próximas à costa da Califórnia foi proibido por uma iniciativa dos eleitores; a área restrita incluía grande parte do habitat do cação-anjo-do-Pacífico e reduziu a pressão da pesca sobre a espécie. Como resultado, os desembarques de cação-anjo-do-Pacífico caíram ainda mais para 10.000 kg em 1994, quando a pesca de Paralichthys californicus/cação-anjo na Califórnia central foi completamente encerrada, e permaneceram baixos desde então. O declínio da pesca californiana fez com que o setor se transferisse para o México, onde as pangas de rede de emalhar (embarcações tradicionais) voltadas para essa espécie agora atendem à maior parte da demanda por cações-anjo na Califórnia. A União Internacional para a Conservação da Natureza (IUCN) avaliou essa espécie como quase ameaçada; os números de cações-anjo-do-Pacífico na Califórnia parecem estar aumentando e a modelagem demográfica sugere que o estoque está saudável. Entretanto, o impacto da pesca mexicana intensa e não regulamentada sobre a população global ainda não está determinado. Há um interesse contínuo na Califórnia pela retomada da pesca comercial, embora as preocupações com a conservação tenham tido precedência até o momento.